# Restituierender Seimas
Der Restituierende Seimas (lit. Aukščiausioji Taryba – Atkuriamasis Seimas) war das litauische Parlament (Seimas) während der Wiedergewinnung der Unabhängigkeit. Er wurde 1990 gewählt. Die Mehrheit der Deputierten stammte aus der litauischen Unabhängigkeitsbewegung Sąjūdis.
Auf den Restituierenden Seimas folgte 1992 der 6. Seimas.

## Präsident

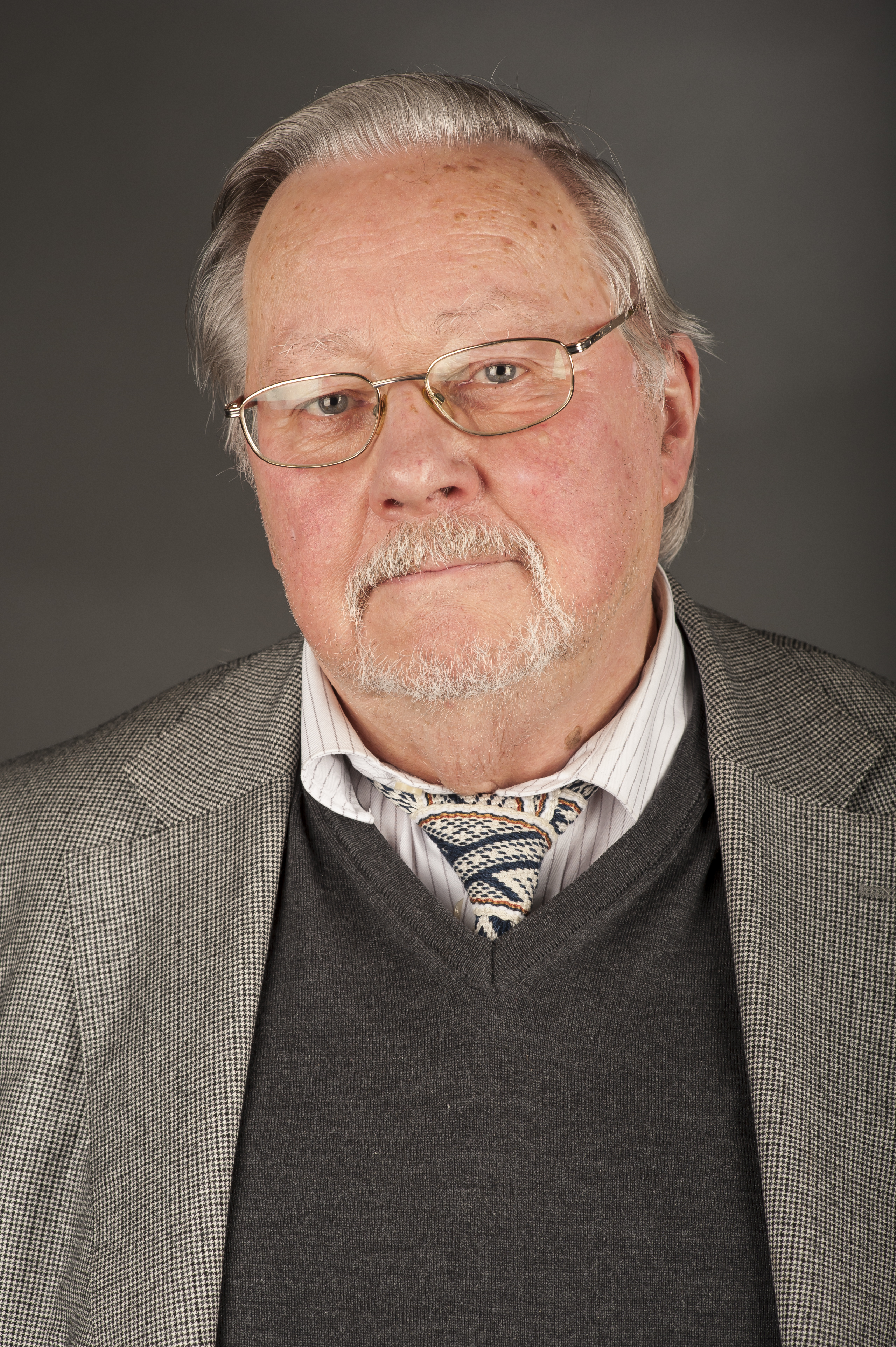
Präsident Vytautas Landsbergis

Vytautas Landsbergis (* 1932)

## Vizepräsidenten

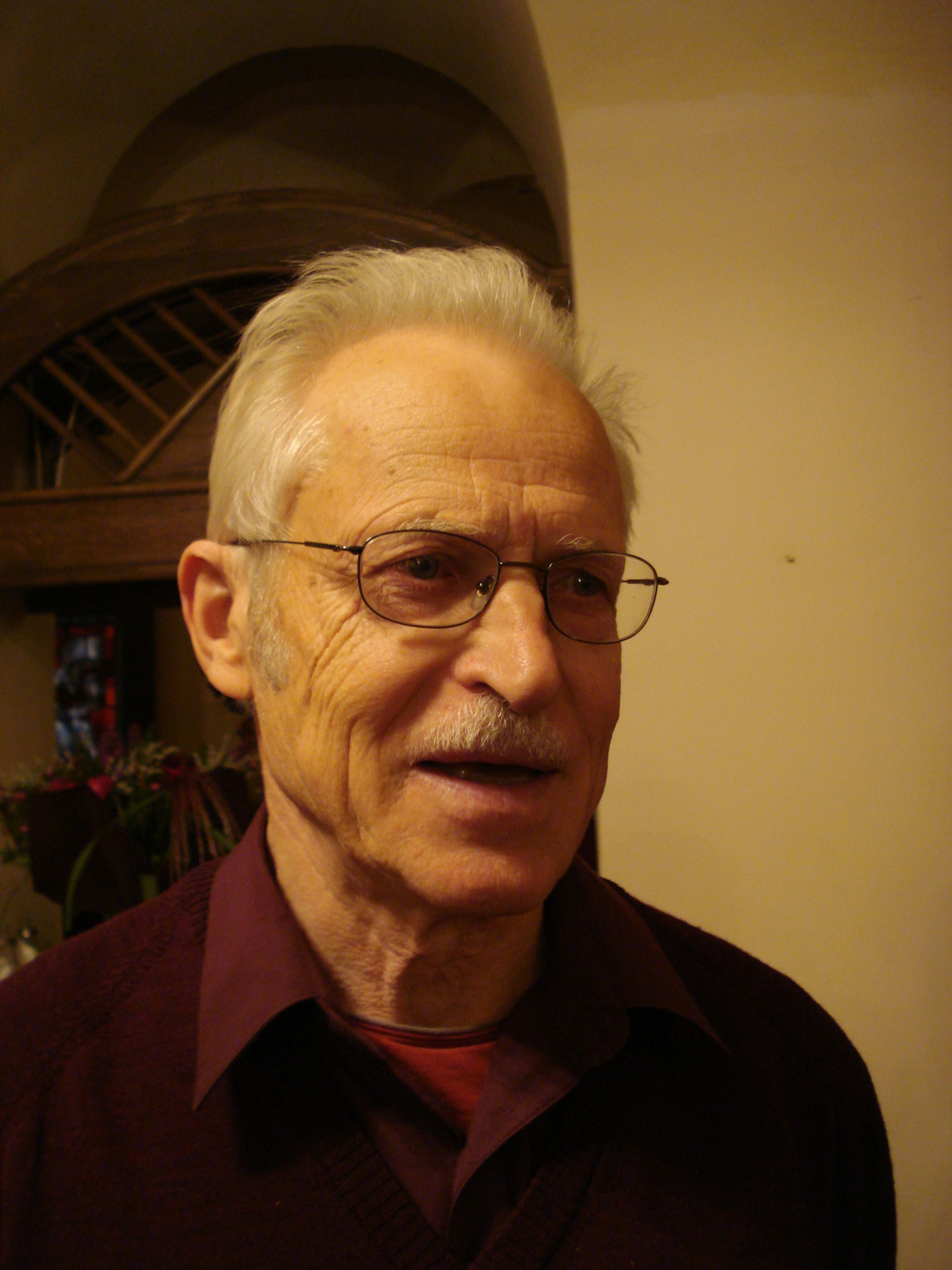
Vizepräsident Bronislavas Juozas Kuzmickas

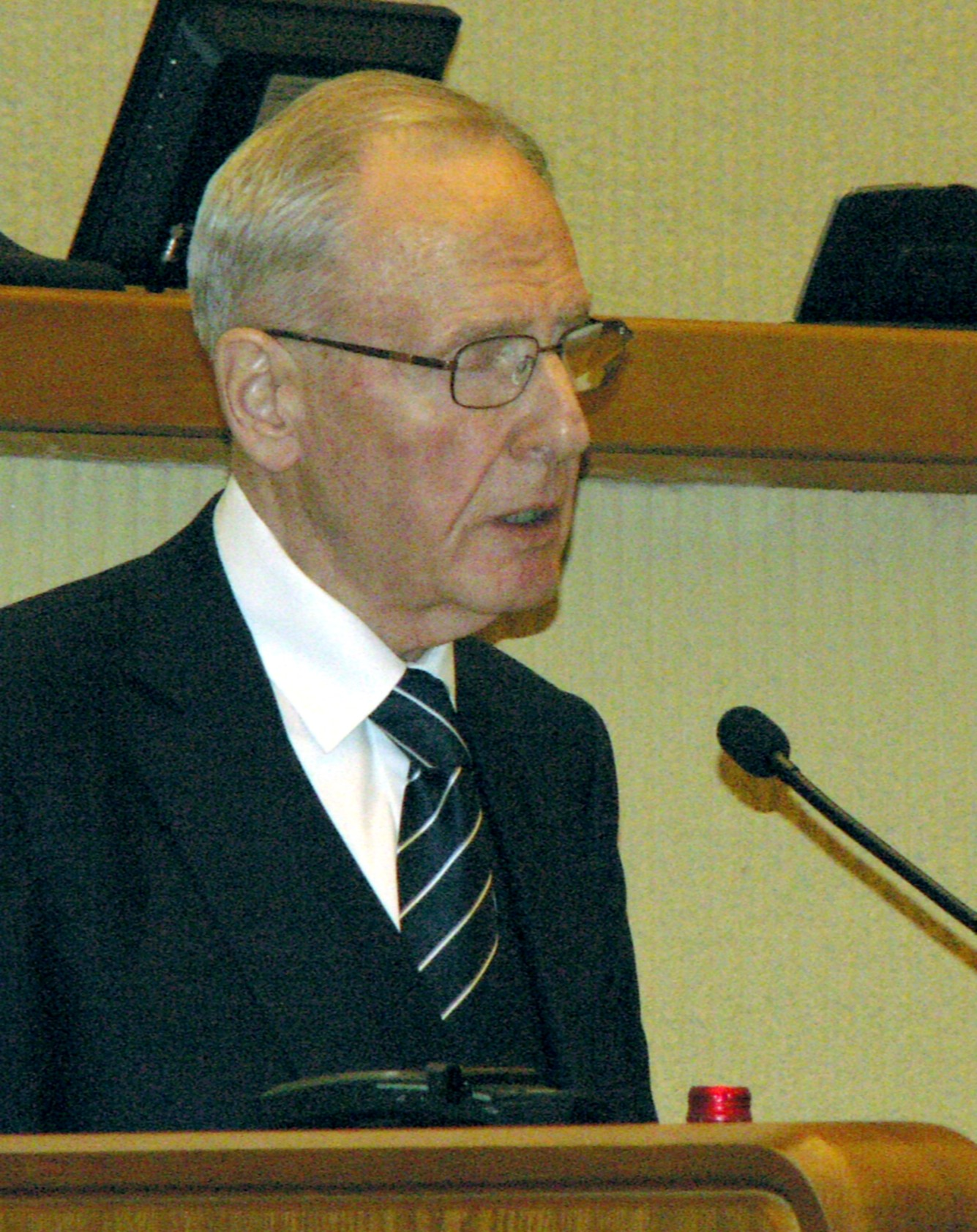
Vizepräsident Kazimieras Motieka

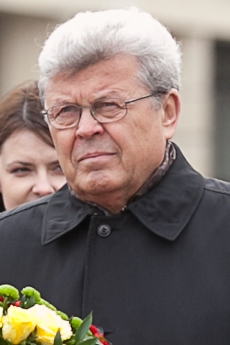
Vizepräsident Česlovas Vytautas Stankevičius

Bronius Kuzmickas (1935–2023), Kazimieras Motieka (1929–2021) und Česlovas Vytautas Stankevičius (* 1937)

## Sekretär
Liudvikas Sabutis (* 1939)

## Präsidium
Das Präsidium bestand aus dem Präsidenten, dem Vizepräsidenten und zusätzlichen Mitgliedern wie Egidijus Bičkauskas, Vincas Ramutis Gudaitis, Mečys Laurinkus, Eugenijus Petrovas, Aloyzas Sakalas, Gediminas Vagnorius (bis 1991) sowie ab 1991 Aleksandras Ambrazevičius.

## Mitglieder
Name, Mandatszeit
- Aleksandras Algirdas Abišala
- Stanislav Akanovič
- Povilas Aksomaitis
- Nijolė Ambrazaitytė
- Aleksandras Ambrazevičius
- Laima Liucija Andrikienė
- Vytenis Povilas Andriukaitis
- Irena Andriukaitienė
- Kazimieras Antanavičius
- Leonas Apšega
- Mykolas Arlauskas (1930–2020)
- Rimantas Astrauskas
- Zbignev Balcevič
- Vilius Baldišis
- Julius Beinortas
- Vladimiras Beriozovas
- Egidijus Bičkauskas
- Algirdas Mykolas Brazauskas
- Audrius Butkevičius
- Virgilijus Juozas Čepaitis, bis Mai 1992
- Medardas Čobotas
- Arūnas Degutis
- Juozas Dringelis
- Algirdas Endriukaitis
- Rūta Gajauskaitė, ab April 1990
- Balys Gajauskas
- Eugenijus Gentvilas
- Bronislavas Genzelis
- Miglutė Gerdaitytė
- Petras Giniotas
- Kęstutis Glaveckas (1949–2021)
- Eimantas Grakauskas
- Kęstutis Grinius
- Vincas Ramutis Gudaitis
- Romualda Hofertienė
- Gintautas Iešmantas
- Stanislovas Gediminas Ilgūnas
- Klemas Inta, ab April 1990
- Leonas Jankelevičius
- Albinas Januška
- Egidijus Jarašiūnas
- Vladimir Jarmolenko
- Vidmantė Jasukaitytė (1948–2018)
- Zenonas Juknevičius
- Jurgis Jurgelis
- Česlovas Juršėnas
- Virgilijus Kačinskas
- Antanas Karoblis
- Juozas Karvelis (1934–2018)
- Stasys Kašauskas
- Valdemaras Katkus
- Egidijus Klumbys
- Vytautas Kolesnikovas
- Stasys Kropas
- Česlovas Kudaba
- Algirdas Kumža
- Bronislavas Juozas Kuzmickas, ab April 1990
- Vytautas Landsbergis
- Kęstutis Lapinskas
- Mečys Laurinkus
- Arvydas Kostas Leščinskas
- Jonas Liaučius
- Bronislovas Lubys
- Ryšard Maciejkianiec
- Jonas Mačys
- Stasys Malkevičius
- Nikolaj Medvedev
- Leonas Milčius
- Jokūbas Minkevičius, bis Mai 1992
- Albertas Miškinis
- Donatas Morkūnas
- Kazimieras Motieka (1929–2021)
- Birutė Nedzinskienė
- Algimantas Norvilas
- Česlav Okinčic
- Romualdas Ozolas
- Justas Vincas Paleckis
- Vytautas Paliūnas
- Jonas Pangonis
- Petras Papovas, ab April 1990
- Algirdas Vaclovas Patackas
- Rolandas Paulauskas
- Saulius Pečeliūnas
- Stanislavas Peško
- Eugenijus Petrovas
- Virginijus Pikturna
- Sergej Pirožkov, ab April 1990
- Vytautas Petras Plečkaitis
- Petras Poškus
- Vidmantas Povilionis
- Jonas Prapiestis
- Kazimira Danutė Prunskienė
- Vytautas Adolfas Puplauskas
- Antanas Račas
- Gintaras Ramonas
- Liudvikas Narcizas Rasimavičius
- Rasa Rastauskienė
- Liudvikas Saulius Razma
- Algirdas Ražauskas
- Kęstutis Rimkus
- Audrius Rudys
- Romualdas Rudzys
- Benediktas Vilmantas Rupeika
- Liudvikas Sabutis
- Kazimieras Saja
- Aloyzas Sakalas
- Algirdas Saudargas
- Algimantas Sėjūnas
- Liudvikas Simutis
- Mindaugas Stakvilevičius
- Česlovas Vytautas Stankevičius
- Valentina Suboč
- Rimvydas Raimondas Survila
- Alfonsas Svarinskas (1925–2014), ab September 1991
- Valerijonas Šadreika, bis Juni 1991
- Saulius Šaltenis
- Lionginas Šepetys (1927–2017)
- Gediminas Šerkšnys
- Albertas Šimėnas
- Jonas Šimėnas
- Zita Šličytė, ab April 1990
- Vladislavas Švedas, von 1990 bis 1991
- Jonas Tamulis
- Aurimas Taurantas
- Vladas Terleckas
- Edvard Tomaševič
- Mečislovas Treinys, ab April 1990
- Pranciškus Tupikas
- Algimantas Vincas Ulba
- Kazimieras Uoka
- Gediminas Vagnorius
- Zigmas Vaišvila
- Petras Vaitiekūnas
- Nijolė Vaitiekūnienė
- Rimvydas Valatka
- Birutė Valionytė
- Povilas Varanauskas
- Eduardas Vilkas
- Emanuelis Zingeris
- Alfonsas Žalys
- Vidmantas Žiemelis